# Larry O'Connor (homme politique)
Pour les articles homonymes, voir Lawrence O'Connor.
Lawrence “Larry” O'Connor (né le 4 mai 1956) est un politique canadien de l'Ontario. Il est député provincial néo-démocrate de la circonscription ontarienne de Durham—York de 1990 à 1995
.

## Biographie
Né à Oshawa en Ontario, O'Connor travaille à l'usine d'assemblage automobile de General Motors et s'implique ensuite dans le Local 222 d'Oshawa du syndicat des Travailleurs canadiens de l'automobile.

## Politique

### Provincial
Élu député de Durham—York en 1990, il devient candidat néo-démocrate deux semaines après le début de l'élection. Durant la campagne, il mentionne que les principaux problèmes étaient le manque d'approbation pour l'expansion des écoles et l'augmentation des impôts fonciers. Après l'élection, il promet de nettoyer le lac Simcoe et le lac Musselman (en) des polluants. Durant la législature, il est assistant parlementaire du ministre de l'Environnement (en), Ruth Grier.
En 1991, il désapprouve la création d'un dépotoir dans la région de Durham  et suggère que de l'établir dans la région de York est la seul option envisageable. Plus tard dans l'année, il défend la législation néo-démocrate nommé Waste Management Act comme compromis acceptable pour trouver un site de disposition des ordures de la région de Toronto. Il est défait en 1995.

### Municipal
O'Connor est élu conseiller du Durham (en) en 1997. Ensuite, en 2006, il devient maire de du canton de Brock. Réélu par une courte avance de 13 votes en 2010 face à Terry Clayton, sa marge est réduite à 3 votes à la suite d'un recomptage et en raison du vote postal. Il démissionne de la mairie en mars 2011. Le conseil nomme ensuite Clayton au poste de maire

### Fédéral
Il supporte la candidature de Bill Blaikie lors de la course à la chefferie (en) néo-démocrate de 2003 sur la scène fédérale.
Tentant un retour en politique partisane lors des élections de 2004, il échoue à obtenir l'investiture néo-démocrate d'Oshawa face à Sid Ryan. Candidat néo-démocrate dans Durham lors de l'élection partielle déclenchée à la suite de la démission de Bev Oda en novembre 2012, il termine deuxième loin derrière Erin O'Toole.